# Brachysternus olivaceus
Brachysternus olivaceus är en skalbaggsart som beskrevs av Philippi 1864. Brachysternus olivaceus ingår i släktet Brachysternus och familjen Rutelidae. Inga underarter finns listade.